# ジャーマンタウン (ドック型揚陸艦)
| USS Germantown (LSD-42) | |
| 艦歴                    | |
| 発注                    | 1982年3月26日                                                                                            |
| 起工                    | 1982年8月5日                                                                                             |
| 進水                    | 1984年6月29日                                                                                            |
| 就役                    | 1986年2月8日                                                                                             |
| 母港                    | サンディエゴ海軍基地                                                                                     |
| 性能諸元                | |
| 排水量                  | 軽荷排水量：11,496トン 満載排水量：16,396トン                                                            |
| 全長                    | 610 ft (185.9 m)                                                                                         |
| 全幅                    | 84 ft (25.6 m)                                                                                           |
| 吃水                    | 21 ft (6.4 m)                                                                                            |
| 機関                    | コルト・インダストリーズ製 16気筒ディーゼルエンジン四基 2軸, 33,000shp (25MW)                            |
| 最大速度                | 20+ ノット (37+ km/h)                                                                                    |
| 乗員                    | 士官49名、兵員766名                                                                                      |
| 上陸要員                | 400名、一時的に100名増員可能                                                                             |
| 兵装                    | Mk 38 25 mm 機関砲 二基 20mm ファランクスCIWS 二基 RIM-116 RAM (ミサイル)ランチャー 二基 12.7mm機銃 六基 |
| 上陸艇                  | LCAC4隻                                                                                                  |
| モットー                | Follow in Our Footsteps                                                                                  |

ジャーマンタウン (USS Germantown, LSD-42) は、アメリカ海軍のドック型揚陸艦。ホイッドビー・アイランド級ドック型揚陸艦の2番艦。艦名は現在ペンシルベニア州フィラデルフィアの一部となっているジャーマンタウンで行われた、ジャーマンタウンの戦いに因んで命名された。その名を持つ艦としては二隻目である。
ジャーマンタウンはホイッドビー・アイランド級で太平洋に配備された最初の艦である。ホイッドビー・アイランド級は、LCAC-1級エア・クッション型揚陸艇を4隻搭載していることにより、アメリカ海軍の揚陸艦の中でも最大級の揚陸能力を保有する。

## 艦歴
ジャーマンタウンの建造は1982年3月26日に発注され、四年後の1986年2月8日に就役。1990年の湾岸戦争ではジャーマンタウンは砂漠の盾作戦および砂漠の嵐作戦に参加した。航空攻撃後の揚陸戦に備え、艦はアラブ首長国連邦での揚陸演習に参加した。
2002年8月16日にジャーマンタウンはハーパーズ・フェリー (USS Harpers Ferry, LSD-49) とその任務を交代した。ジャーマンタウンは長崎県佐世保からカリフォルニア州サンディエゴに帰港し、2,500万ドルをかけてオーバーホールを行った。翌年ジャーマンタウンは第一遠征攻撃グループの一部としてペルシャ湾に展開した。ジャーマンタウンは第13海兵隊遠征部隊の一部としてイラクの自由作戦を支援した。
2006年2月、不朽の自由作戦に参加するためペルシャ湾に展開、第11海兵隊遠征部隊をクウェートに輸送した。ペルシャ湾北部で火災をおこしたクワー・アル・アマヤ石油ターミナルの消火作業を支援し、イラク海域に入る船艇の臨検を行った。ジャーマンタウンはペルシャ湾で「プレゼンス作戦」に従事し、2006年8月にサンディエゴに帰還した。
2007年11月5日、不朽の自由作戦支援のためペルシャ湾に向けて出航、屋外演習を行う第11海兵隊遠征部隊をクウェートに輸送した。その後海上治安活動のためペルシャ湾に展開、イラン-イラク国境海域のシャット＝アル＝アラブ水路で石油施設の防衛任務に従事した。母港のサンディエゴには2008年6月3日に帰還、同年冬にはオーバーホールが行われた。
2011年1月、ジャーマンタウンは再びハーパーズ・フェリーとスワップを行い、佐世保を母港とする。そして直ちにエセックス揚陸即応グループに加わり、タイで行われた演習、コブラゴールド2011に参加した。
2011年3月11日に発生した東北地方太平洋沖地震に伴う日本政府の要請を受け、救援活動に派遣された。
2021年9月15日、前方展開の任務を終え、サンディエゴ海軍基地へ向け出港した。。